# Premier League de Belice 2013-14
La Liga Premier de Belice 2013-14 fue la tercera temporada de la liga más importante de Belice luego de su fundación en 2011.
Dentro de la temporada se jugaron dos torneos: el Torneo Apertura, jugado el segundo semestre de 2013, y el Torneo Clausura, jugado el primer semestre de 2014.
El torneo fue patrocinado por la cerveza Belikin.

## Sistema de competencia
Únicamente 6 de los 8 equipos que compitieron en la temporada pasada continuaron participando en esta edición.
Placencia Assassins y San Felipe Barcelona declinaron de su participación. Por otra parte, Freedom Fighters regresó a la liga, por lo que esta únicamente disminuyó a 7 equipos.
El sistema de competición consiste en un único grupo de 7 equipos, cada equipo jugará dos veces contra cada uno de sus 6 rivales, para un total de 12 fechas.
Luego de esta fase regular, los mejores 3 clasifican a las semifinales.

## Torneo Apertura

### Fase de clasificación
|  | Pos. | Equipos              | PJ | PG | PE | PP | GF | GC | Dif. | PTS | Clasificación |
|  | ---- | -------------------- | -- | -- | -- | -- | -- | -- | ---- | --- | ------------- |
|  | 1º   | Verdes               | 12 | 5  | 5  | 2  | 17 | 10 | +7   | 20  | Semifinales   |
|  | 2º   | Belize Defence Force | 12 | 4  | 5  | 3  | 17 | 13 | +4   | 17  | Semifinales   |
|  | 3º   | Belmopan Bandits     | 12 | 4  | 5  | 3  | 13 | 12 | +1   | 17  | Semifinales   |
|  | 4º   | FC Belize            | 12 | 4  | 4  | 4  | 14 | 19 | -5   | 16  | Semifinales   |
|  | 5º   | Police United        | 12 | 3  | 6  | 3  | 14 | 12 | +2   | 15  |               |
|  | 6°   | Freedom Fighters     | 12 | 3  | 6  | 3  | 14 | 12 | +2   | 15  |               |
|  | 7º   | San Ignacio United   | 12 | 2  | 3  | 7  | 14 | 25 | -11  | 9   |               |
|  |      |                      |    |    |    |    |    |    |      |     |               |

### Fase final

#### Semifinales
| Fechas                   | Local en la ida  | Global | Local en la vuelta   | Ida   | Vuelta |
| ------------------------ | ---------------- | ------ | -------------------- | ----- | ------ |
| 18 y 25 de enero de 2014 | Belmopan Bandits | 4 - 1  | Belize Defence Force | 3 - 0 | 1 - 1  |
| 19 y 26 de enero de 2014 | FC Belize        | 2 - 1  | Verdes               | 0 - 0 | 2 - 1  |

#### Final
| Fechas                   | Local en la ida | Global | Local en la vuelta | Ida   | Vuelta |
| ------------------------ | --------------- | ------ | ------------------ | ----- | ------ |
| 18 y 25 de enero de 2014 | FC Belize       | 2 - 6  | Belmopan Bandits   | 1 - 1 | 1 - 5  |

| Campeón - Apertura 2013    |
| Belmopan Bandits 2° título |

## Torneo Clausura 2014

### Fase de clasificación
|  | Pos. | Equipos              | PJ | PG | PE | PP | GF | GC | Dif. | PTS | Clasificación |
|  | ---- | -------------------- | -- | -- | -- | -- | -- | -- | ---- | --- | ------------- |
|  | 1º   | Police United        | 12 | 8  | 2  | 2  | 17 | 7  | +10  | 26  | Semifinales   |
|  | 2º   | Belmopan Bandits     | 12 | 4  | 6  | 2  | 13 | 7  | +6   | 18  | Semifinales   |
|  | 3º   | Verdes               | 12 | 5  | 3  | 4  | 11 | 9  | +2   | 18  | Semifinales   |
|  | 4º   | Belize Defence Force | 12 | 5  | 2  | 5  | 14 | 13 | +1   | 17  | Semifinales   |
|  | 5º   | Freedom Fighters     | 12 | 3  | 3  | 6  | 9  | 13 | -4   | 12  |               |
|  | 6°   | FC Belize            | 12 | 3  | 3  | 6  | 12 | 22 | -10  | 12  |               |
|  | 7º   | San Ignacio United   | 12 | 1  | 7  | 4  | 13 | 18 | -5   | 10  |               |
|  |      |                      |    |    |    |    |    |    |      |     |               |

### Fase final

#### Semifinales
| Fechas                | Local en la ida      | Global | Local en la vuelta | Ida   | Vuelta |
| --------------------- | -------------------- | ------ | ------------------ | ----- | ------ |
| 3 y 7 de mayo de 2014 | Belize Defence Force | 1 - 5  | Police United      | 1 - 2 | 0 - 3  |
| 3 y 7 de mayo de 2014 | Verdes               | 1 - 2  | Belmopan Bandits   | 0 - 1 | 1 - 1  |

#### Final
| Fechas                  | Local en la ida  | Global | Local en la vuelta | Ida   | Vuelta |
| ----------------------- | ---------------- | ------ | ------------------ | ----- | ------ |
| 10 y 17 de mayo de 2014 | Belmopan Bandits | 4 - 0  | Police United      | 3 - 0 | 1 - 0  |

| Campeón - Clausura 2014    |
| Belmopan Bandits 3° título |

- Datos: Q15260430